# Georgetown (Ohio)
Georgetown es una villa ubicada en el condado de Brown en el estado estadounidense de Ohio. En el Censo de 2010 tenía una población de 4331 habitantes y una densidad poblacional de 413,5 personas por km².

## Geografía
Georgetown se encuentra ubicada en las coordenadas 38°52′5″N 83°53′58″O / 38.86806, -83.89944. Según la Oficina del Censo de los Estados Unidos, Georgetown tiene una superficie total de 10.47 km², de la cual 10.47 km² corresponden a tierra firme y (0%) 0 km² es agua.

## Demografía
Según el censo de 2010, había 4331 personas residiendo en Georgetown. La densidad de población era de 413,5 hab./km². De los 4331 habitantes, Georgetown estaba compuesto por el 95.47% blancos, el 1.92% eran afroamericanos, el 0.25% eran amerindios, el 0.53% eran asiáticos, el 0% eran isleños del Pacífico, el 0.23% eran de otras razas y el 1.59% pertenecían a dos o más razas. Del total de la población el 0.65% eran hispanos o latinos de cualquier raza.